# Ален Гіроді
Але́н Гіроді́ (фр. Alain Guiraudie; нар. 15 липня 1964, Вільфранш-де-Руерг, Аверон, Франція) — французький кінорежисер та сценарист.

## Біографія та кар'єра
Ален Гіроді народився 15 липня 1964 року у Вільфранш-де-Руерг (департамент Аверон у Франції) в сім'ї фермерів. Здобув історичну освіту. Як кінорежисер дебютував у 1990 році короткометражною роботою «Герої безсмертні» (фр. Les héros sont immortels). Фільми знімає за власними сценаріями. Іноді виступає як актор. Своїми естетичними орієнтирами називає Райнера Вернера Фассбіндера, Нанні Моретті, Педро Альмодовара, а фільми Луїса Бунюеля і Глаубера Роша, за визнанням Гіроді, вказали йому «можливість альтернативного шляху в кіно».
У 2001 році Ален Гіроді отримав премії Жана Віго за короткометражний фільм «Стара мрія, що йде геть» (фр. Ce vieux rêve qui bouge) і номінувався з ним на французьку національну кінопремію «Сезар». 
Незважаючи на плідну кар'єру, тривалий час Гіроді залишався «відомий лише вузькому кругу сінефілів», поки у 2013 році його фільм було вперше відібрано до офіційної програми Каннського кінофестивалю. Представлена там повнометражна робота «Незнайомець на озері» стала, за оцінкою журналу «Искусство кино», «однією з найяскравіших стрічок року» і очолила підсумкову десятку найкращих фільмів за версією «Кайє дю сінема». «Незнайомець на озері» приніс Гіроді приз за режисуру в каннському конкурсі «Особливий погляд», а також три основні номінації на премію «Сезар» (сценарій, режисура і найкращий фільм року). У березні 2016 року фільм увійшов до рейтингу 30-ти найвидатніших ЛГБТ-фільмів усіх часів, складеному Британським кіноінститутом (BFI) за результатами опитування понад 100 кіноекспертів, проведеного до 30-річного ювілею Лондонського ЛГБТ-кінофестивалю BFI Flare.
Фільми Алена Гіроді зачіпають ЛГБТ-тематику. Режисер є відкритим геєм.

## Фільмографія
| Рік  |     | Назва українською        | Оригінальна назва            | Режисер | Сценарист | Продюсер |
| ---- | --- | ------------------------ | ---------------------------- | ------- | --------- | -------- |
| 1998 | к/м | Герої безсмертні         | Les héros sont immortels     | Так     | Так       |          |
| 1998 | к/м |                          | La force des choses          | Так     | Так       |          |
| 2001 |     | Світанок для мерзотників | Du soleil pour les gueux     | Так     | Так       | Так      |
| 2001 | к/м | Стара мрія, що йде геть  | Ce vieux rêve qui bouge      | Так     | Так       |          |
| 2003 |     |                          | Pas de repos pour les braves | Так     | Так       |          |
| 2005 |     | Час прийшов              | Voici venu le temps          | Так     | Так       |          |
| 2009 |     | Король втечі             | Le roi de l'évasion          | Так     | Так       |          |
| 2013 |     | Незнайомець на озері     | L'inconnu du lac             | Так     | Так       |          |
| 2016 |     |                          | Rester vertical              | Так     | Так       |          |

## Визнання
| Нагороди та номінації Алена Гіроді                                   | Нагороди та номінації Алена Гіроді            | Нагороди та номінації Алена Гіроді | Нагороди та номінації Алена Гіроді |
| Рік                                                                  | Категорія                                     | Фільм                              | Результат                          |
| -------------------------------------------------------------------- | --------------------------------------------- | ---------------------------------- | ---------------------------------- |
| Міжнародний кінофестиваль короткометражних фільмів у Клермон-Феррані |                                               |                                    |                                    |
| 2000                                                                 | Приз міста Клермон-Ферран                     | Стара мрія, що йде геть            | Перемога                           |
| Приз Жана Віго                                                       |                                               |                                    |                                    |
| 2001                                                                 | Найкращий художній фільм                      | Стара мрія, що йде геть            | Перемога                           |
| Премія Європейської кіноакадемії                                     |                                               |                                    |                                    |
| 2002                                                                 | Найкращий європейський короткометражний фільм | Стара мрія, що йде геть            | Номінація                          |
| Премія «Сезар»                                                       |                                               |                                    |                                    |
| 2003                                                                 | Найкращий короткометражний фільм              | Стара мрія, що йде геть            | Номінація                          |
| 2014                                                                 | Найкращий фільм                               | Незнайомець на озері               | Номінація                          |
| 2014                                                                 | Найкращий режисер                             | Незнайомець на озері               | Номінація                          |
| 2014                                                                 | Найкращий сценарій                            | Незнайомець на озері               | Номінація                          |
| Міжнародний кінофестиваль в Хіхоні                                   |                                               |                                    |                                    |
| 2009                                                                 | Спеціальний приз журі                         | Король втечі                       | Перемога                           |
| Каннський кінофестиваль                                              |                                               |                                    |                                    |
| 2013                                                                 | Приз Особливий погляд                         | Незнайомець на озері               | Номінація                          |
| 2013                                                                 | Приз Особливий погляд за режисуру             | Незнайомець на озері               | Перемога                           |
| 2013                                                                 | Queer Palm                                    | Незнайомець на озері               | Перемога                           |
| 43-й Київський міжнародний кінофестиваль «Молодість»                 |                                               |                                    |                                    |
| 2013                                                                 | Сонячний зайчик                               | Незнайомець на озері               | Номінація                          |
| Приз Луї Деллюка                                                     |                                               |                                    |                                    |
| 2013                                                                 | Найкращий фільм                               | Незнайомець на озері               | Номінація                          |
| Севільський європейський кінофестиваль                               |                                               |                                    |                                    |
| 2013                                                                 | Золотий Гіральдільйо за найкращий фільм       | Незнайомець на озері               | Перемога                           |
| Премія міжнародної організації сінефілів                             |                                               |                                    |                                    |
| 2015                                                                 | Найкращий режисер                             | Незнайомець на озері               | Перемога                           |
| 2015                                                                 | Найкращий оригінальний сценарій               | Незнайомець на озері               | Номінація                          |
| Премія «Люм'єр» (22-га церемонія)                                    |                                               |                                    |                                    |
| 2017                                                                 | Найкращий режисер                             | Стояти рівно                       | В очікуванні                       |